# Jeanne de Savoie
Pour les articles homonymes, voir Anne de Savoie et Jeanne de Savoie (homonymie).
Jeanne de Savoie, renommée Anne de Savoie après son mariage (1326), née en 1306 et  morte vers 1360, est une princesse de la maison de Savoie devenue une impératrice byzantine, seconde épouse de l’empereur Andronic III Paléologue (1297-1341).

## Famille
Jeanne est la fille du comte de Savoie, Amédée V (1249-1323), et de sa seconde épouse Marie de Brabant (1280-1340), fille de Jean Ier de Brabant (1253-1294), duc de Brabant et duc de Limbourg, et de Marguerite de Flandres (1251-1285). Son aïeul maternel Jean Ier de Brabant avait épousé en premières noces Marguerite de France (1254-1272), fille de Saint Louis (1214-1270) et Marguerite de Provence (1221-1295), mais elle mourut en mettant au monde un enfant qui ne survécut pas.

## Mariage
En 1325, le comte Édouard de Savoie accorde la main de sa demi-sœur à Andronic III Paléologue, veuf d'Irène ou Adélaïde de Brunswick. Andronic III Paléologue est en pleine guerre civile avec son grand-père paternel Andronic II Paléologue, puisqu'il revendique le trône depuis 1321.
Cette alliance entre l'Orient et l'Occident semble avoir été favorisée par Théodore Comnène Paléologue, marquis de Montferrat, qui tente de renforcer sa position dans la région alpine. Pour les Savoie, il s'agit également d'une alliance bénéfique puisqu'elle s'allie avec une dynastie impériale. Cette union placerait aussi les comtes de Savoie comme intermédiaire entre les deux sphères d'influence en Méditerranée.
Toutefois, cette union doit recevoir l'aval de la papauté. Le comte Édouard envoie donc une ambassade auprès du pape Jean XXII, en décembre 1325, pour obtenir son approbation. Ce dernier s'oppose à un mariage entre une chrétienne catholique et un infidèle. Puis il se ravise voyant là une opportunité afin d'obtenir l'unité des Églises.
Jeanne de Savoie se rend à Constantinople en compagnie d'une suite composée de Savoyards.
Selon l’histoire de Jean VI Cantacuzène, le mariage eut lieu en octobre 1326. Durant la cérémonie, elle abjura sa religion rejoignant l’Église orthodoxe ; Jeanne devint alors « Anne ». Ce prénom ne fut jamais utilisé pour la désigner dans les documents catholiques.
En 1328, Andronic III entra à Constantinople, d’où il déposa finalement son grand-père, Andronic II, sur le trône impérial byzantin depuis décembre 1282.
De leur union naissent six enfants :
- Marie (renommée Irène) Paléologue (1327 – ap.1356), qui se marie en 1336 à Michel Asen (c. 1322 – 1355), tsar de Bulgarie, dans la ville d’Andrinople ;
- Jean Paléologue (18 juin 1332 – 16 février 1391), futur empereur Jean V ;
- Michel Paléologue (1337-1370), qui sera despote ;
- Théodore Paléologue, mort après 1405, gouverneur de Lemnos ;
- Irène (rebaptisée Marie) Paléologue (? – 6 août 1384), qui a été mariée en 1355 à François Ier Gattilusio, archonte de Lesbos (? – 6 août 1384) ;
- Théodorine (? – 1376), mariée à N Philanthropenos.

À la mort d’Andronic III en juin 1341, elle prend la régence au nom de son fils mineur Jean V Paléologue, sous la coupe du premier ministre Alexis Apokaukos. L'ancien ministre Jean Cantacuzène s'impose jusqu'à se proclamer empereur sous le nom de Jean VI en octobre 1341, à Didymotique.
À la suite d’une longue guerre civile, Jean VI entre dans Constantinople en février 1347, et Anne doit se plier aux conditions du vainqueur.
En 1351, elle s’installe à Thessalonique, où elle tient une cour jusqu’à sa mort, son fils Jean V étant rétabli à Constantinople à partir de novembre 1354.